# 巴斯盖特 (北达科他州)
巴斯盖特（英語：Bathgate），是美国北达科他州下属的一座城市。根据2010年美国人口普查，该市有人口43人。